# I am a strange loop
I am a strange loop (Sóc un bucle estrany) és un llibre publicat el 2007 per Douglas Hofstadter, examinant en profunditat el concepte de bucle estrany desenvolupat originalment el 1979 al seu llibre Gödel, Escher, Bach.
| «                                                | Al final, som autopercepció, una autoinvencio, tancada en miratges que són petits miracles de l'autoreferència. | » |
| — Douglas Hofstadter, I am a strange loop, p.363 | |   |

Hofstadter havia expressat la seva decepció amb la forma en Gödel, Escher, Bach, que va guanyar el Premi Pulitzer el 1980 de no ficció. En el prefaci de l'edició commemorativa del 20 aniversari de l'ora, Hofstadter lamenta que el llibre es percep com una barreja de coses interessants sense tema central. Ell declara: 
"GEB és un intent molt personal de dir com és que els éssers animats poden sortir de la matèria inanimada Què és un jo, i com pot un acte sortit de coses que és tan desinteressada com una pedra o un toll?"
Hofstadter tracta de posar remei a aquest problema en I am a strange loop, centrant-se i exposar en el missatge central de Gödel, Escher, Bach. Demostra com les propietats dels sistemes autoreferencials, van demostrar el més famós en el teoremes de la incompletud de Gödel, es pot utilitzar per descriure les propietats úniques de la ment.